# São João das Caldas de Vizela
São João das Caldas de Vizela (llamada oficialmente Caldas de Vizela (São João)) era una freguesia portuguesa del municipio de Vizela, distrito de Braga.

## Historia
Fue suprimida el 28 de enero de 2013, en aplicación de una resolución de la Asamblea de la República portuguesa promulgada el 16 de enero de 2013 al unirse con la freguesia de São Miguel das Caldas de Vizela, formando la nueva freguesia de Caldas de Vizela.